# Castell de Castells
Castell de Castells é um município da Espanha na província de Alicante, Comunidade Valenciana. Tem 45,92 km² de área e em 2021 tinha 425 habitantes (densidade: 9,3 hab./km²).

## Demografia
| Variação demográfica do município entre 1991 e 2004 | Variação demográfica do município entre 1991 e 2004 | Variação demográfica do município entre 1991 e 2004 | Variação demográfica do município entre 1991 e 2004 |
| --------------------------------------------------- | --------------------------------------------------- | --------------------------------------------------- | --------------------------------------------------- |
| 1991                                                | 1996                                                | 2001                                                | 2004                                                |
| 532                                                 | 499                                                 | 471                                                 | 475                                                 |